# Théâtre dramatique de Varsovie
Le théâtre dramatique de Varsovie (Teatr Dramatyczny m.st. Warszawy) ou théâtre dramatique Gustaw Holoubek (Teatr Dramatyczny im. Gustawa Holoubka) est un théâtre situé à Varsovie en Pologne,.